# Devils Postpile nationalmonument

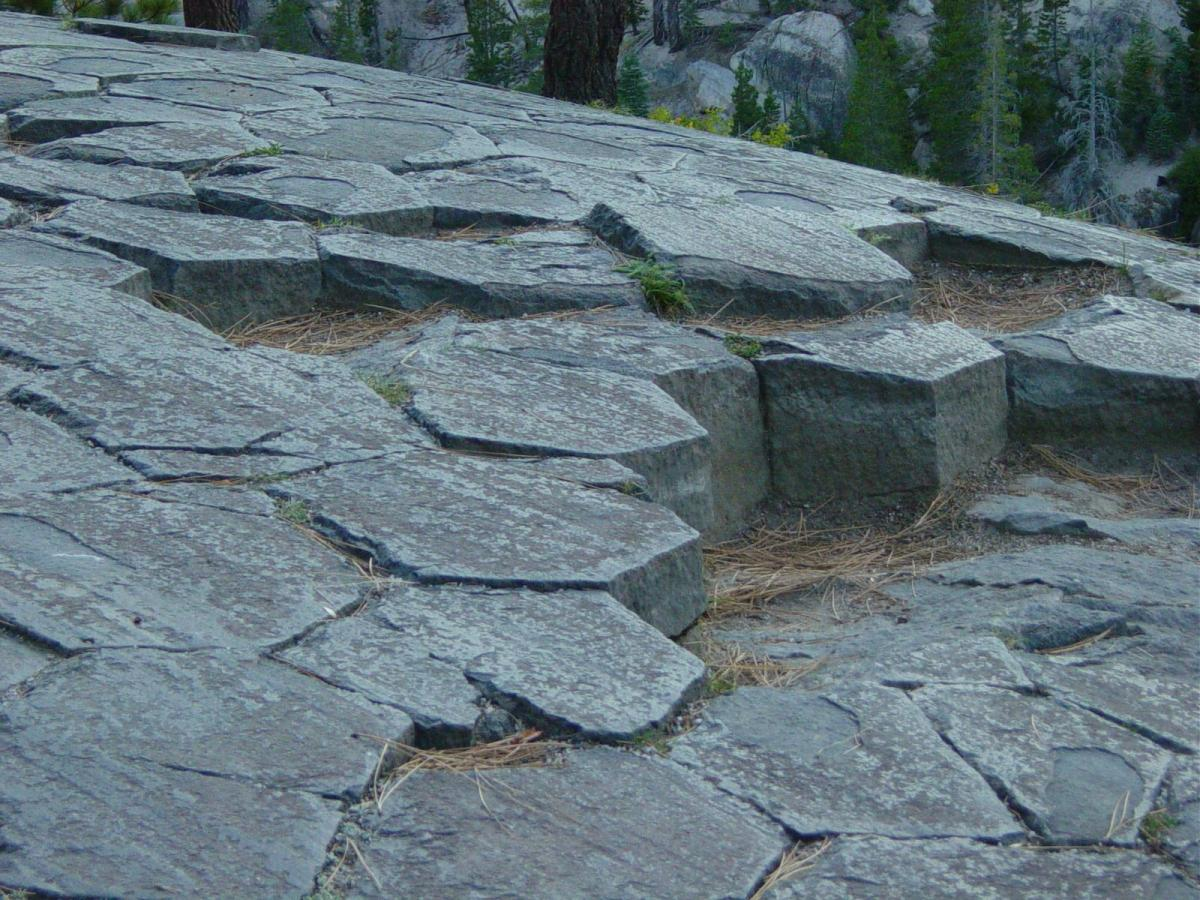
Devils Postpile nationalmonument

Devils Postpile nationalmonument ligger i Madera County i delstaten Kalifornien i USA. Etablerades redan 1911 på grund av Rainbow Falls unika bergsformationer.